# William Jack
Pour les articles homonymes, voir Jack.
William Jack, né en 1795 à Aberdeen et mort en 1822 à Bencoolen (Sumatra), est un botaniste et médecin écossais réputé, Membre de la Royal Society of Edinburgh.

## Biographie
Il est né à Aberdeen le 29 janvier 1795. Il étudie à l'Université d'Aberdeen et obtient une Maîtrise universitaire ès lettres à l'âge de 16 ans, puis poursuit ses études en médecine à Londres, obtenant son diplôme de Docteur en médecine, et est admis au Collège royal de chirurgie en 1812.
Jack est employé par la Compagnie britannique des Indes orientales comme chirurgien en Inde, où il correspond avec le botaniste Nathaniel Wallich. En 1818, il accompagne Thomas Stamford Raffles à Sumatra où il documente largement la riche flore de cette région jusqu'à sa mort en 1822. Une grande partie de son travail, notamment des manuscrits, des dessins et des collections, est détruite par un incendie en 1824.
Il est mort à Bencoolen à Sumatra le 15 septembre 1822.

## Honneurs
Trois genres de plantes portent son nom :
- Jakkia Blume, 1823, synonyme de Xanthophyllum, dans la famille des Polygalacées ;
- Jackia Wall., 1824, synonyme de Jackiopsis Ridsdale[3], dans la famille des Rubiaceae ;
- Jackia Spreng., nom. illeg., 1826, synonyme d'Eriolaena dans la famille des Malvacées.

## Œuvres publiées
- Descriptions des plantes malaises 1820–1822. Publié à l' origine dans Malayan Miscellanies, et réimprimé sous diverses formes à des dates ultérieures.
- William Jack, communiqué par Robert Brown (1823) On the Malayan Species of Melastoma, Transactions of The Linnean Society of London 14 (1): 1-22
- William Jack, communiqué par Aylmer Bourke Lambert (1823) On Cyrtandraceae, a new Natural Order of Plants, Transactions of The Linnean Society of London 14 (1): 23-45
- William Jack, communiqué par Henry Thomas Colebrooke (1823) Account of the Lansium and some other Genera of Malayan Plants, Transactions of The Linnean Society of London 14 (1): 114-130